# Dubstep
迴響貝斯，在1990年代誕生，源起英國倫敦南部的電子音樂，融合了牙買加搭樂和車庫二步等旁系風格。音樂重點大多被形容成“緊密的製作與鼓的節奏兩拍成一組，最早迴電台播放這類型的音樂。在他的節目的最後一年，2004年，他的聽眾投票產生了Distance (DJ)， Digital Mystikz和Plastician(舊稱 Plasticman)三位當代50大DJ。迴響貝斯從此在當地小眾間開始流行。網站間也開始發布有關迴響貝斯音樂的連結與介紹，例如dubstep forum，和一些部落格例如gutterbreakz。在此同時迴響貝斯受到其他媒體的注意，例如英國音樂雜誌The Wire、Pitchfork Media等媒體均以專欄介紹這個音樂類型。
2006年1月，英國BBC一號電台的DJ Mary Anne Hobbs曾舉辦一個名為“迴響貝斯戰爭”（Dubstep Warz）的節目，專門介紹當時受歡迎的歌曲及DJ，高度提升了迴響貝斯的知名度，成為英國最受歡迎的電子音樂之一。
2007年，迴響貝斯慢慢影響到流行音樂的歌曲曲風，例如美國歌手布蘭妮2007年的專輯暈炫風暴及2011年冠軍單曲Hold It Against Me當中加入大量迴響貝斯元素，對當時的流行曲風帶來相當的影響。
著名的迴響貝斯音樂家包括: Skrillex、Skream、Flux Pavilion、Excision、Au5、Datsik、Zomboy、Cookie Monsta、Virtual Riot、Wooli、Kompany、Barely Alive、Papa Khan等等.